# Petit Ienisseï
Le Petit Ienisseï (en russe : Малый Енисей, en touvain : Ка-Хем, en mongol : Шишгэд гол) est un cours d'eau de Mongolie et de Russie, où il coule en république autonome de Touva en Sibérie méridionale. C'est avec le Grand Ienisseï un des deux constituants du fleuve Ienisseï dont il est la branche-source gauche, venue de l'est.

## Géographie
Il naît au sud des monts Saïan, au nord-ouest de la Mongolie, comme émissaire du lac Dood-Nuur (1 538 m d'altitude), au sein d'une vaste cuvette marécageuse émaillée de nombreux lacs, quelques dizaines de kilomètres à l'ouest du Lac Khövsgöl. Le lac Dood-Nuur est alimenté par de nombreux affluents issus des montagnes qui l'entourent. À sa sortie du lac, il se dirige d'emblée vers l'ouest. Après avoir effectué une centaine de kilomètres dans cette direction et grossi de nombreux affluents, il franchit la frontière russe. Là, il roule déjà plus de 140 m3/s. Il continue dès lors sa route vers l'ouest. Il finit par s'unir au Grand Ienisseï, un peu en amont de la ville de Kyzyl, formant ainsi l'Ienisseï.

## Affluents
- Le Balyktyg-Khem
- L'Oujep venu du sud, des monts Tannou Ola conflue en rive gauche. Son bassin est en territoire russe.
- Le Bouren venu des monts Tannou Ola conflue également en rive gauche.

## Gel – navigabilité
Le Petit Ienisseï est pris par les glaces six mois par an environ, de novembre à avril.
En dehors de cette longue période, il est navigable sur 142 kilomètres en amont de son point de confluence à Kyzyl.

## Hydrométrie – Les débits mensuels à Kyzyl

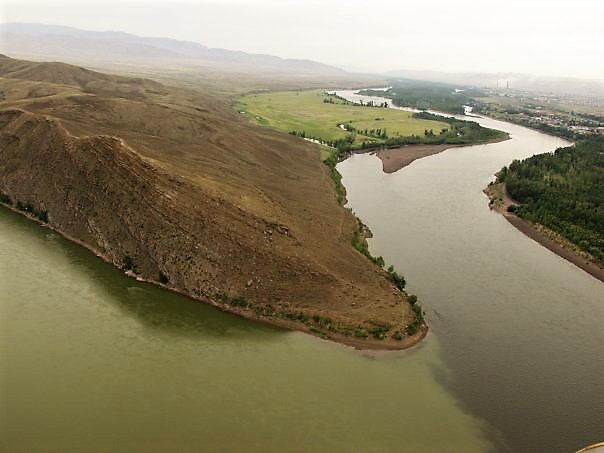
La confluence entre Grand et Petit Ienisseï. Le Petit Ienisseï est à droite

Le débit du Petit Ienisseï a été observé pendant 23 ans (durant la période 1974-1999) à la station hydrométrique de Kyzyl, localité située au niveau de son confluent avec le Grand Ienisseï .
Le débit inter annuel moyen ou module observé à Kyzyl sur cette période était de 410 m3/s pour une surface drainée de 58 600 km2, soit la totalité du bassin versant du cours d'eau. La lame d'eau écoulée dans ce bassin versant se monte ainsi à 221 millimètres par an, ce qui doit être considéré comme élevé, du moins dans le contexte de la région du Touva, assez pauvre en précipitations.
Cours d'eau de haute montagne, alimenté essentiellement par la fonte des neiges et des glaciers des hautes montagnes des Saïan, le Petit Ienisseï est un cours d'eau de régime nivo-glaciaire qui présente globalement deux saisons.
Les hautes eaux se déroulent au printemps et en été, du mois de mai au mois d'août. Le pic du débit a lieu en juin et correspond à la fonte massive des neiges et des glaces des sommets de son bassin. Tout au long de l'été, le débit baisse progressivement tout en se maintenant assez élevé à la suite de la poursuite de la fonte des glaces.
Dès le mois de septembre, le débit de la rivière baisse rapidement, ce qui mène à la période des basses eaux. Celle-ci a lieu de novembre à la mi-avril.
Le débit moyen mensuel observé en mars (minimum d'étiage) est de 96,0 m3/s, soit presque 10 % du débit moyen du mois de juin (1 024 m3/s), ce qui témoigne de la relative faiblesse des variations saisonnières, rare en Russie, mais normale pour un cours d'eau de haute montagne. Sur la durée d'observation de 23 ans, le débit mensuel minimal a été de 76,3 m3/s en mars 1979, tandis que le débit mensuel maximal s'élevait à 1 680 m3/s en juin 1977.
En considérant la seule période estivale, libre de glaces (de mai à septembre inclus), le débit mensuel minimal observé a été de 314 m3/s en septembre 1978, ce qui restait très confortable.